# Аккум (Актюбинская область)
Аккум (каз. Аққұм) — село в Айтекебийском районе Актюбинской области Казахстана. Входит в состав Жабасакского сельского округа. Код КАТО — 153447200.

## Население
В 1999 году население села составляло 526 человек (271 мужчина и 255 женщин). По данным переписи 2009 года, в селе проживало 337 человек (177 мужчин и 160 женщин).